# Cytheropteron umbonatum
Cytheropteron umbonatum is een mosselkreeftjessoort uit de familie van de Cytheruridae. De wetenschappelijke naam van de soort is voor het eerst geldig gepubliceerd in 1847 door Williamso.